# Пиринско
„Пиринско“ е търговска марка българска бира, тип лагер, която се произвежда в Благоевград от пивоварната „Карлсберг България“ АД, гр. София, собственост на международната пивоварна компания „Карлсберг Груп“.

## История на Пиринско пиво
Пивоварната фабрика в Благоевград е основана през 1967 г. като бутилиращо предприятие, като от 1971 г. произвежда бира под марката „Пиринско пиво“.
През ноември 2002 г. датския пивоварен концерн „Карлсберг Брюърис“ придобива 67 % от акциите на „Пиринско пиво“ АД. „Карлсберг Брюърис“ инвестира над 30 милиона лева в модернизация на производствените мощности и за привеждане на производството към стандартите на датската компания. „Пиринско“ става част от международното портфолио на датския пивоварен концерн „Карлсберг“. През септември 2004 г. „Пиринско пиво“ АД се влива в „Шуменско пиво“АД (преименувано на „Карлсберг България“АД). Бирата се произвежда и бутилира в пивоварната в гр. Благоевград. „Пиринско“ е сред основните търговски марки в портфолиото на „Карлсберг България“ АД.

## Характеристика
„Пиринско“ е лагер бира, която се прави от вода, малц, хмел и царевичен грис. Отличава се с добре балансиран горчив вкус, хмелов аромат, кехлибарен цвят и бистрота, резултат от използването на чиста планинска вода.

## Асортимент
Търговският асортимент на „Пиринско“ понастоящем включва:
- „Пиринско светло“ – светла бира с екстрактно съдържание 10 P и алкохолно съдържание 4,3 % об. Състав: вода, малц, хмел, бирена мая. Предлага се на пазара в стъклени бутилки от 0,5 л., кенове от 0,5 л., както и в PET бутилки от 1,2 и 2 л.
- Пиринско Радлер – радлер – микс от 40 % светла бира и 60 % лимонова напитка. Предлага се на пазара в стъклени бутилки от 0,5 л., кенове от 0,5 л., както и в PET бутилки от 1,2 л.

В миналото освен „Пиринско светло“ на пазара се предлагат и „Пиринско тъмно“, „Пиринско специално“ и премийната бира „Златен елен“.